# Fußball-Club Gelsenkirchen-Schalke 04 1977-1978
Questa voce raccoglie le informazioni riguardanti il Fußball-Club Gelsenkirchen-Schalke 04 nelle competizioni ufficiali della stagione 1977-1978.

## Stagione
Nella stagione 1977-1978 il Schalke, allenato da Friedel Rausch e Uli Maslo, concluse il campionato di Bundesliga al 9º posto. In Coppa di Germania il Schalke fu eliminato ai quarti di finale dal Fortuna Düsseldorf. In Coppa UEFA il Schalke fu eliminato al secondo turno dal Magdeburgo.

## Rosa
| N. |                                 | Ruolo | Calciatore       |
| -- | ------------------------------- | ----- | ---------------- |
| 1  | Bosnia ed Erzegovina (bandiera) | P     | Enver Marić      |
|    | Germania (bandiera)             | P     | Volkmar Groß     |
|    | Germania (bandiera)             | P     | Peter Sandhofe   |
|    | Germania (bandiera)             | D     | Norbert Dörmann  |
|    | Germania (bandiera)             | D     | Klaus Fichtel    |
|    | Germania (bandiera)             | D     | Helmut Kremers   |
|    | Germania (bandiera)             | D     | Rolf Rüssmann    |
|    | Germania (bandiera)             | D     | Mathias Schipper |
|    | Germania (bandiera)             | D     | Jürgen Sobieray  |
|    | Paesi Bassi (bandiera)          | D     | Wim Suurbier     |
|    | Germania (bandiera)             | D     | Bernd Thiele     |
|    | Germania (bandiera)             | D     | Friedrich Wagner |

| N. |                     | Ruolo | Calciatore           |
| -- | ------------------- | ----- | -------------------- |
|    | Germania (bandiera) | C     | Uli Bittcher         |
|    | Germania (bandiera) | C     | Hans Bongartz        |
|    | Germania (bandiera) | C     | Manfred Dubski       |
|    | Svezia (bandiera)   | C     | Lennart Larsson      |
|    | Germania (bandiera) | C     | Herbert Lütkebohmert |
|    | Germania (bandiera) | C     | Manfred Ritschel     |
|    | Germania (bandiera) | C     | Klaus Santanius      |
|    | Germania (bandiera) | A     | Rüdiger Abramczik    |
|    | Germania (bandiera) | A     | Herbert Demange      |
|    | Germania (bandiera) | A     | Klaus Fischer        |
|    | Germania (bandiera) | A     | Erwin Kremers        |
|    | Germania (bandiera) | A     | Thomas Lander        |

## Organigramma societario
Area tecnica
- Allenatore:
- Allenatore in seconda:
- Preparatore dei portieri:
- Preparatori atletici:

## Calciomercato

### Sessione estiva
| Acquisti | Acquisti         | Acquisti              | Acquisti |
| R.       | Nome             | da                    | Modalità |
| -------- | ---------------- | --------------------- | -------- |
| D        | Wim Suurbier     | Ajax                  |          |
| C        | Manfred Ritschel | Kaiserslautern        |          |
| P        | Volkmar Groß     | TeBe Berlino          |          |
| C        | Klaus Santanius  | Schalke 04 (juniores) |          |
| D        | Friedrich Wagner | Schalke 04 (juniores) |          |

| Cessioni | Cessioni             | Cessioni             | Cessioni |
| R.       | Nome                 | a                    | Modalità |
| -------- | -------------------- | -------------------- | -------- |
| C        | Hans-Jürgen Gede     | Preußen Münster      |          |
| A        | Uwe Höfer            | Westfalia Herne      |          |
| A        | Hans-Peter Mentzel   | Uerdingen 05         |          |
| C        | Branko Oblak         | Bayern Monaco        |          |
| C        | Wolfgang Reichel     | Baunatal             |          |
| A        | Detlev Rohn          | Rot-Weiß Lüdenscheid |          |
| C        | Hans-Jürgen Salewski | Preußen Münster      |          |
| P        | Günther Schubert     | Bocholt              |          |
| D        | Friedhelm Schütte    | Preußen Münster      |          |

### Sessione invernale
| Acquisti | Acquisti        | Acquisti | Acquisti |
| R.       | Nome            | da       | Modalità |
| -------- | --------------- | -------- | -------- |
| C        | Lennart Larsson | Halmstad |          |

| Cessioni | Cessioni | Cessioni | Cessioni |
| R.       | Nome     | a        | Modalità |
| -------- | -------- | -------- | -------- |

## Risultati

### Bundesliga

#### Girone di andata
| Monaco di Baviera 6 agosto 1977, ore 15:30 CEST 1ª giornata | Monaco 1860 | 0 – 0 referto | Schalke 04 | Stadion an der Grünwalder Straße (65 000 spett.)\| Arbitro: \| Luca \| |
| Arbitro:                                                    | Luca        |               |            |                                                                        |

| Arbitro: | Ohmsen |

|                              |           |                          |
| Fischer 25’ Kremers 29’, 86’ | Marcatori | 57’ Wenzel 66’ Grabowski |

| Kaiserslautern 16 agosto 1977, ore 20:00 CEST 3ª giornata | Kaiserslautern | 0 – 0 referto | Schalke 04 | Betzenbergstadion (34 000 spett.)\| Arbitro: \| Aldinger \| |
| Arbitro:                                                  | Aldinger       |               |            |                                                             |

| Arbitro: | Roth |

|                                      |           |                     |
| Kremers 52’ Bittcher 61’ Fischer 84’ | Marcatori | 89’ (rig.) Ohlicher |

| Arbitro: | Messmer |

|             |           |             |
| Neumann 17’ | Marcatori | 27’ Fischer |

| Arbitro: | Horstmann |

|             |           |  |
| Kremers 19’ | Marcatori |  |

| Arbitro: | Redelfs |

|                      |           |                                                 |
| Müller 30’ Flohe 90’ | Marcatori | 43’, 70’ (rig.) Fischer 47’ Rüssmann 66’ Thiele |

| Arbitro: | Luca |

|            |           |  |
| Kremers 9’ | Marcatori |  |

| Arbitro: | Meuser |

| |           |               |
| Schwarzenbeck 24’ Dürnberger 30’ Hoeneß 59’ Niedermayer 73’ Müller 78’ Rummenigge 85’ Bongartz 90’ (aut.) | Marcatori | 36’ Abramczik |

| Arbitro: | Linn |

|             |           |  |
| Fischer 37’ | Marcatori |  |

| Arbitro: | Niemann |

|                               |           |             |
| Lorant 34’ (rig.) Förster 38’ | Marcatori | 9’ Bongartz |

| Arbitro: | Drescher |

|                                      |           |                   |
| Demange 24’ Fischer 31’ Bittcher 44’ | Marcatori | 78’ (rig.) Lameck |

| Arbitro: | Messmer |

|                 |           |                      |
| Fischer 4’, 67’ | Marcatori | 76’ Keller 88’ Nogly |

| Arbitro: | Meuser |

|                                  |           |             |
| Burgsmüller 17’ Huber 87’ (rig.) | Marcatori | 29’ Fischer |

| Arbitro: | Roth |

|             |           |                        |
| Kremers 17’ | Marcatori | 27’ Kulik 87’ Heynckes |

| Arbitro: | Aldinger |

|                               |           |              |
| Brück 29’ (rig.) Granitza 62’ | Marcatori | 21’ Schipper |

| Arbitro: | Redelfs |

|  |           |          |
|  | Marcatori | 72’ Jara |

#### Girone di ritorno
| Arbitro: | Zuchantke |

|                          |           |              |
| Abramczik 5’ Fischer 38’ | Marcatori | 21’ Hofeditz |

| Arbitro: | Engel |

|                                         |           |  |
| Hölzenbein 32’ Wenzel 73’ Grabowski 78’ | Marcatori |  |

| Arbitro: | Dreher |

|                                      |           |  |
| Bongartz 23’ Demange 29’ Fischer 86’ | Marcatori |  |

| Arbitro: | Biwersi |

|                                                                  |           |             |
| Jank 50’, 58’ Hitzfeld 55’, 67’ Schipper 65’ (aut.) Ohlicher 89’ | Marcatori | 40’ Fischer |

| Arbitro: | Drescher |

|                                                     |           |            |
| Larsson 6’ Fischer 36’ Lütkebohmert 45’ Demange 60’ | Marcatori | 86’ Gerber |

| Arbitro: | Frickel |

|                   |           |             |
| Hickersberger 64’ | Marcatori | 50’ Fischer |

| Arbitro: | Aldinger |

|                           |           |  |
| Larsson 82’ Abramczik 88’ | Marcatori |  |

| Arbitro: | Hontheim |

|                               |           |  |
| Dreßel 50’ Höttges 79’ (rig.) | Marcatori |  |

| Arbitro: | Ohmsen |

|                               |           |                                  |
| Fischer 5’ Abramczik 42’, 55’ | Marcatori | 51’ Rummenigge 79’ (rig.) Müller |

| Arbitro: | Drescher |

|                                     |           |             |
| Popivoda 5’ Lübeke 21’ Breitner 74’ | Marcatori | 83’ Fischer |

| Arbitro: | Roth |

|                         |           |  |
| Bongartz 1’ Fischer 52’ | Marcatori |  |

| Arbitro: | Zuchantke |

|          |           |             |
| Abel 54’ | Marcatori | 41’ Fischer |

| Arbitro: | Dölfel |

|                      |           |  |
| Keller 35’ Bertl 50’ | Marcatori |  |

| Arbitro: | Redelfs |

|  |           |                      |
|  | Marcatori | 45’, 66’ Burgsmüller |

| Arbitro: | Frickel |

|                             |           |             |
| Bonhof 44’ (rig.) Vogts 79’ | Marcatori | 90’ Fischer |

| Arbitro: | Engel |

|                        |           |  |
| Kremers 41’ Wagner 85’ | Marcatori |  |

| Arbitro: | Gabor |

|           |           |  |
| Dietz 75’ | Marcatori |  |

### Coppa di Germania
| Arbitro: | Eschweiler |

|  |           |                                |
|  | Marcatori | 5’ Sobieray 10’ (aut.) Brendel |

| Arbitro: | Osmers |

|                                                                              |           |                 |
| Bongartz 1’ Fischer 13’, 54’, 63’, 64’ Kremers 41’ Kremers 45’ Abramczik 74’ | Marcatori | 25’ Schloßbauer |

| Arbitro: | Horstmann |

|             |           |  |
| Fischer 82’ | Marcatori |  |

| Arbitro: | Biwersi |

|                                            |           |                             |
| Abramczik 6’ Rüssmann 41’ Fischer 76’, 79’ | Marcatori | 52’ Keller 90’ (rig.) Kaltz |

| Arbitro: | Kindervater |

|               |           |                 |
| Abramczik 57’ | Marcatori | 74’ (rig.) Brei |

| Arbitro: | Linn |

|            |           |  |
| Köhnen 69’ | Marcatori |  |

### Coppa UEFA
| Firenze 14 settembre 1977 Primo turno | Fiorentina | 0 – 0 referto | Schalke 04 | Stadio Giovanni Berta (65 000 spett.)\| Arbitro: \| Vautrot \| |
| Arbitro:                              | Vautrot    |               |            |                                                                |

| Arbitro: | Montesinos |

|                           |           |              |
| Abramczik 17’ Kremers 77’ | Marcatori | 82’ Desolati |

| Arbitro: | Fredriksson |

|                                        |           |                           |
| Sparwasser 18’, 45’, 64’ Steinbach 76’ | Marcatori | 51’ Demange 55’ Abramczik |

| Arbitro: | McGinlay |

|             |           |                                   |
| Kremers 52’ | Marcatori | 15’, 50’ Pommerenke 20’ Steinbach |

## Statistiche

### Statistiche di squadra
| Competizione      | Punti | In casa | In casa | In casa | In casa | In casa | In casa | In trasferta | In trasferta | In trasferta | In trasferta | In trasferta | In trasferta | Totale | Totale | Totale | Totale | Totale | Totale | DR  |
| Competizione      | Punti | G       | V       | N       | P       | Gf      | Gs      | G            | V            | N            | P            | Gf           | Gs           | G      | V      | N      | P      | Gf     | Gs     | DR  |
| ----------------- | ----- | ------- | ------- | ------- | ------- | ------- | ------- | ------------ | ------------ | ------------ | ------------ | ------------ | ------------ | ------ | ------ | ------ | ------ | ------ | ------ | --- |
| Bundesliga        | 34    | 17      | 13      | 1       | 3       | 33      | 15      | 17           | 1            | 5            | 11           | 14           | 37           | 34     | 14     | 6      | 14     | 47     | 52     | -5  |
| Coppa di Germania | -     | 4       | 3       | 1       | 0       | 14      | 4       | 2            | 1            | 0            | 1            | 2            | 1            | 6      | 4      | 1      | 1      | 16     | 5      | +11 |
| Coppa UEFA        | -     | 2       | 1       | 0       | 1       | 3       | 4       | 2            | 0            | 1            | 1            | 2            | 4            | 4      | 1      | 1      | 2      | 5      | 8      | -3  |
| Totale            | 34    | 23      | 17      | 2       | 4       | 50      | 23      | 21           | 2            | 6            | 13           | 18           | 42           | 44     | 19     | 8      | 17     | 68     | 65     | +3  |

### Andamento in campionato
| Giornata  | 1 | 2 | 3 | 4 | 5 | 6 | 7 | 8 | 9 | 10 | 11 | 12 | 13 | 14 | 15 | 16 | 17 | 18 | 19 | 20 | 21 | 22 | 23 | 24 | 25 | 26 | 27 | 28 | 29 | 30 | 31 | 32 | 33 | 34 |
| --------- | - | - | - | - | - | - | - | - | - | -- | -- | -- | -- | -- | -- | -- | -- | -- | -- | -- | -- | -- | -- | -- | -- | -- | -- | -- | -- | -- | -- | -- | -- | -- |
| Luogo     | T | C | T | C | T | C | T | C | T | C  | T  | C  | C  | T  | C  | T  | C  | C  | T  | C  | T  | C  | T  | C  | T  | C  | T  | C  | T  | T  | C  | T  | C  | T  |
| Risultato | N | V | N | V | N | V | V | V | P | V  | P  | V  | N  | P  | P  | P  | P  | V  | P  | V  | P  | V  | N  | V  | P  | V  | P  | V  | N  | P  | P  | P  | V  | P  |
| Posizione | 9 | 3 | 7 | 4 | 3 | 1 | 1 | 1 | 1 | 1  | 2  | 1  | 2  | 3  | 5  | 6  | 10 | 5  | 10 | 8  | 9  | 8  | 7  | 6  | 7  | 6  | 8  | 7  | 7  | 9  | 9  | 10 | 9  | 9  |

Legenda:

Luogo: C = Casa; T = Trasferta. Risultato: V = Vittoria; N = Pareggio; P = Sconfitta.

### Statistiche dei giocatori
| Giocatore       | Bundesliga | Bundesliga | Bundesliga  | Bundesliga | Coppa di Germania | Coppa di Germania | Coppa di Germania | Coppa di Germania | Coppa UEFA | Coppa UEFA | Coppa UEFA  | Coppa UEFA | Totale   | Totale | Totale      | Totale     |
| Giocatore       | Presenze   | Reti       | Ammonizioni | Espulsioni | Presenze          | Reti              | Ammonizioni       | Espulsioni        | Presenze   | Reti       | Ammonizioni | Espulsioni | Presenze | Reti   | Ammonizioni | Espulsioni |
| --------------- | ---------- | ---------- | ----------- | ---------- | ----------------- | ----------------- | ----------------- | ----------------- | ---------- | ---------- | ----------- | ---------- | -------- | ------ | ----------- | ---------- |
| R. Abramczik    | 30         | 5          | 1           | 0          | 5                 | 3                 | 0                 | 0                 | 4          | 2          | 0           | 0          | 39       | 10     | 1           | 0          |
| U. Bittcher     | 25         | 2          | 1           | 0          | 4                 | 0                 | 0                 | 0                 | 3          | 0          | 0           | 0          | 32       | 2      | 1           | 0          |
| H. Bongartz     | 34         | 3          | 6           | 0          | 6                 | 1                 | 1                 | 0                 | 3          | 0          | 0           | 0          | 43       | 4      | 7           | 0          |
| H. Demange      | 13         | 3          | 1           | 0          | 4                 | 0                 | 0                 | 0                 | 2          | 1          | 0           | 0          | 19       | 4      | 1           | 0          |
| M. Dubski       | 11         | 0          | 0           | 0          | 4                 | 0                 | 0                 | 0                 | 3          | 0          | 0           | 0          | 18       | 0      | 0           | 0          |
| N. Dörmann      | 15         | 0          | 1           | 0          | 1                 | 0                 | 0                 | 0                 | 2          | 0          | 0           | 0          | 18       | 0      | 1           | 0          |
| K. Fichtel      | 22         | 0          | 0           | 0          | 4                 | 0                 | 0                 | 0                 | 0          | 0          | 0           | 0          | 26       | 0      | 0           | 0          |
| K. Fischer      | 32         | 20         | 1           | 0          | 6                 | 7                 | 0                 | 0                 | 3          | 0          | 0           | 0          | 41       | 27     | 1           | 0          |
| V. Groß         | 18         | 0          | 0           | 0          | 3                 | 0                 | 0                 | 0                 | 4          | 0          | 0           | 0          | 25       | 0      | 0           | 0          |
| E. Kremers      | 21         | 2          | 1           | 0          | 3                 | 1                 | 0                 | 0                 | 4          | 1          | 0           | 0          | 28       | 4      | 1           | 0          |
| H. Kremers      | 18         | 5          | 1           | 0          | 4                 | 1                 | 0                 | 0                 | 4          | 1          | 0           | 0          | 26       | 7      | 1           | 0          |
| T. Lander       | 7          | 0          | 0           | 0          | 1                 | 0                 | 0                 | 0                 | 2          | 0          | 0           | 0          | 10       | 0      | 0           | 0          |
| L. Larsson      | 13         | 2          | 0           | 0          | 0                 | 0                 | 0                 | 0                 | 0          | 0          | 0           | 0          | 13       | 2      | 0           | 0          |
| H. Lütkebohmert | 25         | 1          | 2           | 0          | 4                 | 0                 | 0                 | 0                 | 3          | 0          | 0           | 0          | 32       | 1      | 2           | 0          |
| E. Marić        | 16         | 0          | 0           | 0          | 3                 | 0                 | 0                 | 0                 | 0          | 0          | 0           | 0          | 19       | 0      | 0           | 0          |
| M. Ritschel     | 22         | 0          | 6           | 0          | 3                 | 0                 | 2                 | 0                 | 0          | 0          | 0           | 0          | 25       | 0      | 8           | 0          |
| R. Rüssmann     | 34         | 1          | 0           | 0          | 6                 | 1                 | 0                 | 0                 | 4          | 0          | 0           | 0          | 44       | 2      | 0           | 0          |
| P. Sandhofe     | 0          | 0          | 0           | 0          | 0                 | 0                 | 0                 | 0                 | 0          | 0          | 0           | 0          | 0        | 0      | 0           | 0          |
| K. Santanius    | 0          | 0          | 0           | 0          | 0                 | 0                 | 0                 | 0                 | 0          | 0          | 0           | 0          | 0        | 0      | 0           | 0          |
| M. Schipper     | 10         | 1          | 0           | 0          | 5                 | 0                 | 1                 | 0                 | 4          | 0          | 0           | 0          | 19       | 1      | 1           | 0          |
| J. Sobieray     | 10         | 0          | 0           | 0          | 1                 | 1                 | 0                 | 0                 | 1          | 0          | 0           | 0          | 12       | 1      | 0           | 0          |
| W. Suurbier     | 12         | 0          | 2           | 0          | 3                 | 0                 | 1                 | 0                 | 0          | 0          | 0           | 0          | 15       | 0      | 3           | 0          |
| B. Thiele       | 12         | 1          | 3           | 0          | 3                 | 0                 | 0                 | 0                 | 3          | 0          | 0           | 0          | 18       | 1      | 3           | 0          |
| F. Wagner       | 8          | 1          | 0           | 0          | 0                 | 0                 | 0                 | 0                 | 0          | 0          | 0           | 0          | 8        | 1      | 0           | 0          |